# Catocala sanguinea
Catocala sanguinea är en fjärilsart som beskrevs av Barend J. Lempke 1949. Catocala sanguinea ingår i släktet Catocala och familjen nattflyn. Inga underarter finns listade i Catalogue of Life.